# Iso Grifo A3/C
Der Iso Grifo A3/C (vereinzelt auch: Iso Bizzarrini A3C und Bizzarrini Grifo) ist ein Sportwagen des ehemaligen italienischen Automobilherstellers Iso Rivolta, der von 1963 bis 1965 in sehr geringen Stückzahlen produziert wurde. Er ist ein wettbewerbstaugliches Schwestermodell des Straßensportwagens Iso Grifo GL, von dem er sich durch eine eigenständige Karosserie und überarbeitete Technik unterscheidet. Der A3/C ging bei einer Reihe internationaler Sportwagenrennen an den Start und erzielte 1964 und 1965 jeweils Klassensiege bei den 24-Stunden-Rennen von Le Mans. 1965 übernahm Automobili Bizzarrini die Produktion des Autos, das daraufhin bis 1968 als Bizzarrini GT 5300 verkauft wurde. Das Auto gehört im 21. Jahrhundert zu den teuersten Klassikern der Welt. Einige Facetten seiner Entstehung und der Produktion sind ungeklärt und Gegenstand von Spekulationen und Legenden.

## Entstehungsgeschichte
Der Iso Grifo A3/C ist eine Konstruktion des toskanischen Ingenieurs Giotto Bizzarrini. Nachdem Bizzarrini 1963 seinen langjährigen Arbeitgeber Ferrari verlassen hatte, war er als selbständiger Konstrukteur für verschiedene Auftraggeber tätig. Für den Mailänder Industriellen Renzo Rivolta, der in der frühen Nachkriegszeit großen Erfolg mit der Isetta gehabt hatte, entwickelte Bizzarrini 1962 den viersitzigen Iso Rivolta IR 300, der als sportlicher und zugleich luxuriöser Gran Turismo ausgelegt war und als früher Vertreter des Hybrid-Konzepts gilt, der US-amerikanische Antriebstechnik mit einer Karosserie und einem Fahrwerk aus europäischer – hier: italienischer – Entwicklung verbindet.

Technisch eng mit dem A3/C verwandt: Straßensportwagen Iso Grifo A3/L (Grifo GL) mit Bertone-Karosserie

Nach der erfolgreichen Einführung des Iso Rivolta IR 300 überzeugten Bizzarrini und das Turiner Karosseriebauunternehmen Bertone, das die Karosserien des Rivolta IR 300 baute, den zunächst ablehnenden Renzo Rivolta von der Idee, vom IR 300 einen kürzeren, sportlichen Zweisitzer abzuleiten. Daraus wurde der Grifo, von dem Bizzarrini zwei in weiten Teilen eigenständige Varianten entwickelte: eine komfortable, Iso Grifo A3/L (alternativ: Grifo GL) genannte Version mit einer von Giorgio Giugiaro entworfenen Bertone-Karosserie und eine Wettbewerbsvariante mit Drogo-Aufbau, die die Bezeichnung Grifo A3/C erhielt.
Beide Varianten des Grifo debütierten im November 1963 auf dem Turiner Autosalon. Der komfortable Grifo A3/L (Grifo GL) wurde auf dem Bertone-Stand gezeigt, während der sportliche Grifo A3/C bei Iso stand. Die Produktion des Grifo A3/C begann bereits 1963, während die ersten Serienexemplare des Grifo A3/L (Grifo GL) – möglicherweise um den Absatz des Rivolta IR 300 nicht zu gefährden – erst in der zweiten Hälfte des Jahres 1965 erhältlich waren. Anders als der Iso Rivolta IR 300 und anders als der Grifo A3/L (Grifo GL) wurde der Grifo A3/C nicht bei Iso in Bresso bzw. bei Bertone in Turin gebaut, sondern in Giotto Bizzarrinis Werkstatt in Livorno. 

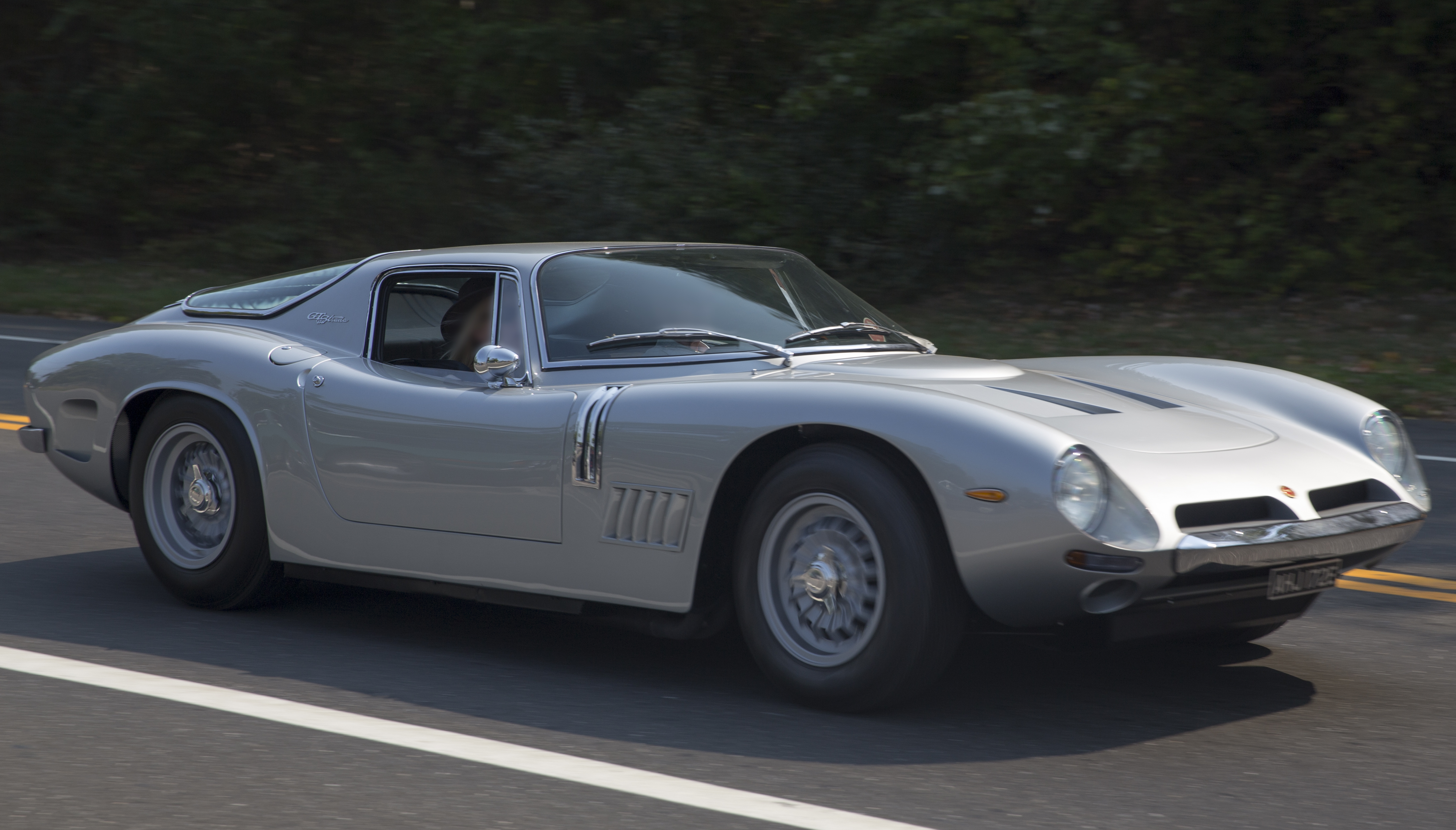
Weitgehend baugleicher Nachfolger des Grifo A3/C: Bizzarrini GT 5300

Im Frühjahr 1965, während Bizzarrini an einem weiteren Rennsportmodell mit der Bezeichnung Iso Rivolta Daytona arbeitete, kam es zum Zerwürfnis zwischen Renzo Rivolta und Giotto Bizzarrini. Bizzarrini hatte einige der A3/C-Fahrzeuge mit seinem Markenemblem statt mit dem Iso Rivoltas (oder mit Mischformen) versehen; von größerer Bedeutung war allerdings, dass sich Bizzarrini die Modellbezeichnung „Grifo“ hatte schützen lassen. Rivolta und Bizzarrini vereinbarten zur Beilegung des Streits letztlich eine Aufteilung der Marktsegmente: Iso Rivolta erhielt den Markennamen Grifo zur exklusiven Verwendung und beschränkte sich künftig darauf, den Straßensportwagen A3/L unter der Bezeichnung Iso Grifo GL zu produzieren und zu vertreiben, während Giotto Bizzarrini ab Spätsommer 1965 die Sportversion A3/C unter eigenem Namen als Bizzarrini GT 5300 herstellte. Bizzarrini erhielt zudem von Iso Rivolta Fahrwerks- und Antriebsteile, die ausreichten, um etwa 50 weitere Fahrzeuge zu bauen. Die Produktion des Bizzarrini GT 5300, der die Nachfolge des Iso Grifo A3/C antrat, dauerte bis 1968. Sie war von anhaltenden wirtschaftlichen Schwierigkeiten Bizzarrinis und von Improvisationen geprägt.

## Modellbezeichnung
Die reguläre und in den meisten Fällen verwendete Modellbezeichnung lautet Iso Grifo A3/C. Allerdings gebrauchte Giotto Bizzarrini bei einzelnen Fahrzeugen abweichende Bezeichnungen. Dokumentiert sind insbesondere „Bizzarrini ISO A3“ und „Bizzarrini Grifo“.

## Modellbeschreibung

### Chassis und Fahrwerk
Der Iso Grifo A3/C hat ein von Giotto Bizzarrini konstruiertes Halb-Monocoque aus Aluminiumblechen, das weitgehend mit dem des Iso Rivolta IR 300 übereinstimmt. Für den Grifo A3/C wurde es allerdings um 250 mm auf 2450 mm gekürzt.
Die hintere Radaufhängung mit einer starren De-Dion-Achse an vier Längslenkern und einem Wattgestänge entspricht der des Grifo A3/L, die vordere mit Kugelumlauflenkung und einzeln an Doppelquerlenkern aufgehängten Rädern weicht dagegen vom komfortableren Schwestermodell ab.
Der Rahmen ist darauf ausgelegt, den Motor als Frontmittelmotor, d. h. möglichst zentral im Fahrzeug unterzubringen. Ziel war ein annähernd ausgeglichener Schwerpunkt des Fahrzeugs. Diese Anordnung führt dazu, dass einige Teile – unter anderem der Zündverteiler –, nur über die Fahrgastzelle zugänglich sind: Sie können nur über eine Klappe im Armaturenbrett erreicht werden. Einer möglichst gleichmäßigen Gewichtsverteilung diente auch die Anordnung der insgesamt 140 Liter fassenden Tanks: Je ein Tank befindet sich in den Seitenschwellern unterhalb der Türen, und ein dritter, größerer Tank ist hinter den Sitzen installiert. Damit erreicht Bizzarrini eine Gewichtsverteilung von 52 vorn zu 48 hinten.

### Karosserie

#### Design
Der Iso Grifo A3/C hat eine eigenständige Karosserie, die keine stilistischen Bezugspunkte zu dem von Giugiaro für Bertone entworfenen Schwestermodell Grifo A3/L (Grifo GL) hat. Beide Autos haben keine äußeren Gleichteile. Der Karosserieentwurf für den Grifo A3/C wird allgemein Giotto Bizzarrini und Piero Vanni zugeschrieben.
Der Iso Grifo A3/C ist ein zweitüriges Fließheckcoupé mit zwei Sitzen. Der Aufbau ist mit einer Höhe von 1110 mm beim Strada bzw. 1106 mm beim Corsa sehr niedrig. Im Gegensatz zum Grifo A3/L (Grifo GL), der mit Doppelscheinwerfern und einer senkrechten Kühlerverkleidung ausgestattet ist, hat der Grifo A3/C runde Einzelscheinwerfer, die in die vorderen Enden der Kotflügel eingelassen und mit Abdeckungen aus Polymethylmethacrylat (Plexiglas) verkleidet sind. Stoßstangen fehlen völlig; einige Strada-Modelle haben aus optischen Gründen dünne Stoßstangen-Imitate. Das lang gezogene Heck läuft in flacher Neigung nach hinten aus. Frühe Exemplare des Grifo A3/C haben eine flache Heckscheibe und eine seitlich verkleidete B-Säule, in die mehrere Luftaustrittsöffnungen eingelassen sind. Bei den ab Sommer 1964 produzierten Fahrzeugen wurde stattdessen eine in die Wagenflanken hineinreichende hintere Panoramascheibe installiert. Sie findet sich auch beim Nachfolgemodell Bizzarrini GT 5300. Besondere stilistische Merkmale sind außerdem die großen Entlüftungsöffnungen in den vorderen und hinteren Kotflügeln sowie vernietete Karosserieteile.

#### Zulieferer
Die Karosserien nahezu aller Grifo A3/C wurden von Piero Drogos Unternehmen Sports Cars di Benedetti & C. (ehemals: Carrozzeria Sports Cars) in Modena hergestellt. Alle Drogo-Aufbauten bestehen aus Aluminiumblechen. Vielfach war es eine Avional-Legierung (Aluminium-Kupfer-Legierung). Drogos Karosserien sind meist genietet. Lediglich das Chassis B-0222 wurde 1965 mit einer Kunststoffkarosserie im Corsa-Stil ausgestattet, die der Livorneser Bootsbauer Vincenzo Catarsi Mare herstellte. Der B-0222 wurde 1966 als Strada mit der Fahrgestellnummer IA3-0222 neu aufgebaut.
Die Verbindung zu Drogo endete im Sommer 1965, als Bizzarrini begann, den Sportwagen in eigener Verantwortung zu produzieren. Die stilistisch unveränderten Aufbauten des GT 5300 bezog Bizzarrini stattdessen von BBM, Grosso e Vece und Subalpina.

### Motorisierung und Kraftübertragung

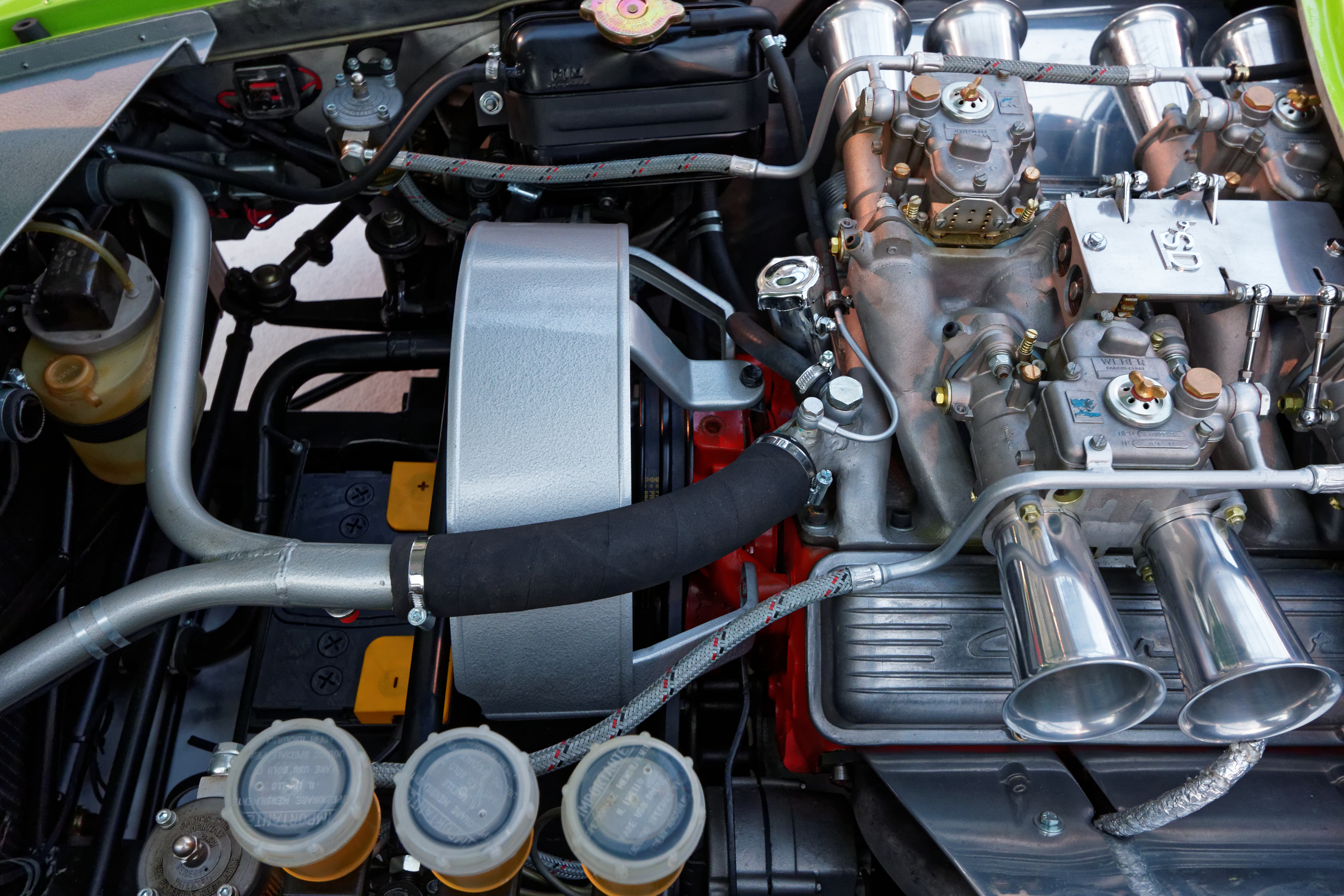
General-Motors-Achtzylindermotor in Frontmittelmotorlage

Der Iso Grifo A3/C wird von einem 5359 cm³ (327 cui) großen Achtzylinder-V-Ottomotor (Bohrung × Hub: 101,6 mm × 82,5 mm) angetrieben, der in den USA von der GM-Marke Chevrolet in großer Serie produziert wurde. Der Small-Block-Motor, der inoffiziell auch Turbo Fire Engine genannt wird, war in erster Linie für den Einsatz im Sportwagen Chevrolet Corvette vorgesehen. Er geht im Kern auf eine zum Modelljahr 1955 eingeführte Konstruktion zurück; die im Iso verwendete 5,3-Liter-Variante war 1962 in den USA auf den Markt gekommen.
Bizzarrini überarbeitete die Motoren nur geringfügig. Die Motorleistung war abhängig von der Art der Gemischaufbereitung. In der Basisversion war der Motor mit einem Vierfachvergaser von Carter ausgestattet. Mit ihr erreichte er eine Höchstleistung von 370 bhp. In der Corsa-Version hatte der Motor vier Doppelvergaser von Weber; sie kam auf 405 bhp oder – nach anderer Quelle – auf 420 SAE-PS.
Die Kraftübertragung übernimmt in allen Motorisierungsvarianten ein handgeschaltetes, voll synchronisiertes Vierganggetriebe.

### StradaundCorsa
Der Iso Grifo A3/C entstand in einer straßentauglichen Version (Strada oder Stradale) und in einer konsequent auf Wettbewerbseinsätze zugeschnittenen Ausführung (Corsa oder Competizione). Der Corsa ist mit der leistungsstärksten Variante des Chevrolet-Motors ausgestattet und verzichtet, um die Gesamtmasse so niedrig wie möglich zu halten, auf eine Innenraumverkleidung und einige Komfortelemente. Der Strada hat unter anderem eine bessere Temperatur- und Geräuschisolierung.

## Fahrleistungen
Die Fahrleistungen des Grifo A3/C sind von der Motorleistung und von der Hinterachsübersetzung abhängig. Für die Strada- und für die Corsa-Version sah Bizzarrini eine Standardübersetzung von 2,88 : 1 vor; andere Übersetzungen, die eine bessere Beschleunigung oder eine höhere Endgeschwindigkeit erreichten, waren auf Wunsch erhältlich.
Mit der Standardübersetzung erreicht der Grifo A3/C in der Strada-Version eine Höchstgeschwindigkeit von 260 km/h; von 0 auf 100 km/h beschleunigt er in 6,0 Sekunden. Die leichtere und stärker motorisierte Corsa-Version kommt auf 299 km/h und beschleunigt von 0 auf 100 km/h in 5,1 Sekunden.

## Produktion
Die Fertigung des A3/C fand in Livorno bei Bizzarrini statt. Bizzarrini baute den Rahmen des Autos selbst, Iso lieferte einige technische Komponenten zu, und Drogo stellte die Karosserien her. Möglicherweise war bereits zu dieser Zeit Carbondio in die Komplettierung der Autos eingebunden. 
Wie viele A3/C insgesamt entstanden und wie sich die Produktion auf die Varianten Strada und Corsa verteilt, ist nicht abschließend geklärt. Von Giotto Bizzarrini gab es zu keiner Zeit offizielle Informationen über den Umfang seiner Automobilproduktion.

### Fahrgestellnummern
Die Systematik der Fahrgestellnummern unterscheidet bei diesem Sportwagen  regelmäßig zwischen den für Iso gebauten Autos, bei denen das Präfix „B-“ verwendet wird, und Bizzarrinis eigenen GT 5300, deren Chassisnummern mit einem „IA3-“ beginnt. 
Bizzarrinis Fahrgestellnummern waren wahrscheinlich nicht fortlaufend. Außerdem erhielten einzelne Fahrzeuge nachträglich neue Fahrgestellnummern. Darüber hinaus baute er noch Jahre nach der Insolvenz von Automobili Bizzarrini 1968 einzelne Fahrzeuge neu auf und erklärte, sie beruhten auf Fahrgestellen, die vor 1968 entstanden, aber nicht genutzt worden seien. 
Wegen dieser Unklarheiten ist die bei anderen Herstellern vielfach gängige Möglichkeit, die Produktion mittelbar anhand von Fahrgestellnummern zu rekonstruieren, beim Grifo A3/C nicht erfolgversprechend.

### Angaben in der Literatur
Rückschlüsse auf die Produktion ergeben sich in erster Linie aus dem Umfeld Bizzarrinis. Hierzu gehören der niederländische Automobilhistoriker Jack Koobs de Hartog und der Italiener Salvatore Diomante, der in Turin mit Autocostruzioni S.D. einen auf Bizzarrini spezialisierten Restaurationsbetrieb unterhält. Beide sind in der Klassikerszene nicht unumstritten.
Auf der Basis von Koobs de Hartogs Veröffentlichungen wird der überwiegende Teil der GrifoA3/C-Produktion der Strada-Version zugeordnet. Bei einigen Fahrgestellnummern fehlt nach wie vor eine abschließende Klärung, ob und in welcher Form Autos auf ihrer Grundlage komplettiert wurden.
| Version bei Auslieferung                     | Chassisnummern |
| -------------------------------------------- | --- |
| Strada                                       | B-0203 • B-0204 • B0205 • B-0206 • B-0209 • B0211 • B-0212 • B-0213 • B-0215 • B-0216 • B-0217 • B-0218 • B-0221 • B-0229 • B-0230 • B-0232 • B-0234 |
| Corsa                                        | B-0202 • B-0207 • B-0208 • B-0210 • B-0214 • B-0219 • B-0222 • B-0226                                                                                |
| Unklare Zuordnung bzw. Fertigstellung unklar | B-0201 • B-0220 • B-0223 • B-0224 • B-0225 • B-0227 • B-0228 • B-0231                                                                                |

## Renneinsätze
Sowohl die Strada- als auch die Corsa-Versionen des Grifo A3/C wurden vielfach zu Wettbewerben gemeldet. In einigen Fällen organisierte Giotto Bizzarrini einen Quasi-Werkseinsatz; meist brachten aber private Kunden ihre Autos an den Start. Für die Jahre 1965 und 1965 sind insgesamt 28 Renneinsätze verschiedener Grifo A3/C dokumentiert.

### Werkseinsätze
Bei den werksseitigen Renneinsätzen wurden die Autos bis Sommer 1965 regelmäßig unter der Modellbezeichnung Iso gemeldet. Die Organisation der Einsätze übernahm allerdings, weil Renzo Rivolta dem Rennsportengagement grundsätzlich ablehnend gegenüberstand, in keinem Fall Iso Rivolta; sie erfolgte vielmehr ausschließlich über Bizzarrini in Livorno. Dementsprechend lauteten die Teammeldungen auf Giotto Bizzarrini, Prototipi Bizzarrini oder ähnliche Namenskombinationen.

#### 1964
Der erste werksseitige Renneinsatz eines Iso Grifo A3/C fand am 5. Juli 1964 beim 12-Stunden-Rennen von Reims statt: Das Team Bizzarrini meldete den Wagen mit der Fahrgestellnummer B-0207 für Pierre Noblet und Edgar Berney. Noblet und Berney gingen vom 12. Startplatz aus ins Rennen; nach einem Motorschaden fielen sie vor Schluss der Veranstaltung aus. Eine Teilnahme am 24-Stunden-Rennen von Le Mans 1964 ließ das Werksteam aus; hier ging nur das französische Kundenteam von Auguste Veuillet an den Start. Im Oktober 1964 trat das Werksteam unter der Meldebezeichnung Giotto Bizzarrini mit zwei Autos beim 1000-Kilometer-Rennen von Paris in Montlhéry an. Noblet und Berney fuhren den neu aufgebauten Wagen mit der Fahrgestellnummer B-0208, während der ältere B-0207 von Mario Casoni und Odoardo Govoni gefahren wurde. Casoni und Govoni kamen als Elfte ins Ziel, Noblet und Berney als 21.

#### 1965
Im März 1965 erschien Prototipi Bizzarrini mit zwei Autos beim 12-Stunden-Rennen von Sebring: Der B-0210 wurde für Silvio Moser und Mario Casoni gemeldet, der B-0214 für Charlie Rainville und Mike Gammino. Beide Autos fielen nach Unfällen vor Rennende aus. Vier Wochen später meldete das Team den B-0207 für Pierre Noblet und Mario Casoni sowie ein weiteres Auto – wahrscheinlich den B-0201  – für Antonio Finiguerra und Régis Fraissinet zum 1000-km-Rennen von Monza 1965. Noblet und Cassoni kamen mit acht Runden Rückstand auf den Sieger als Achte ins Ziel, die Paarung Finiguerra/Fraissinet beendete das Rennen auf Platz 13.

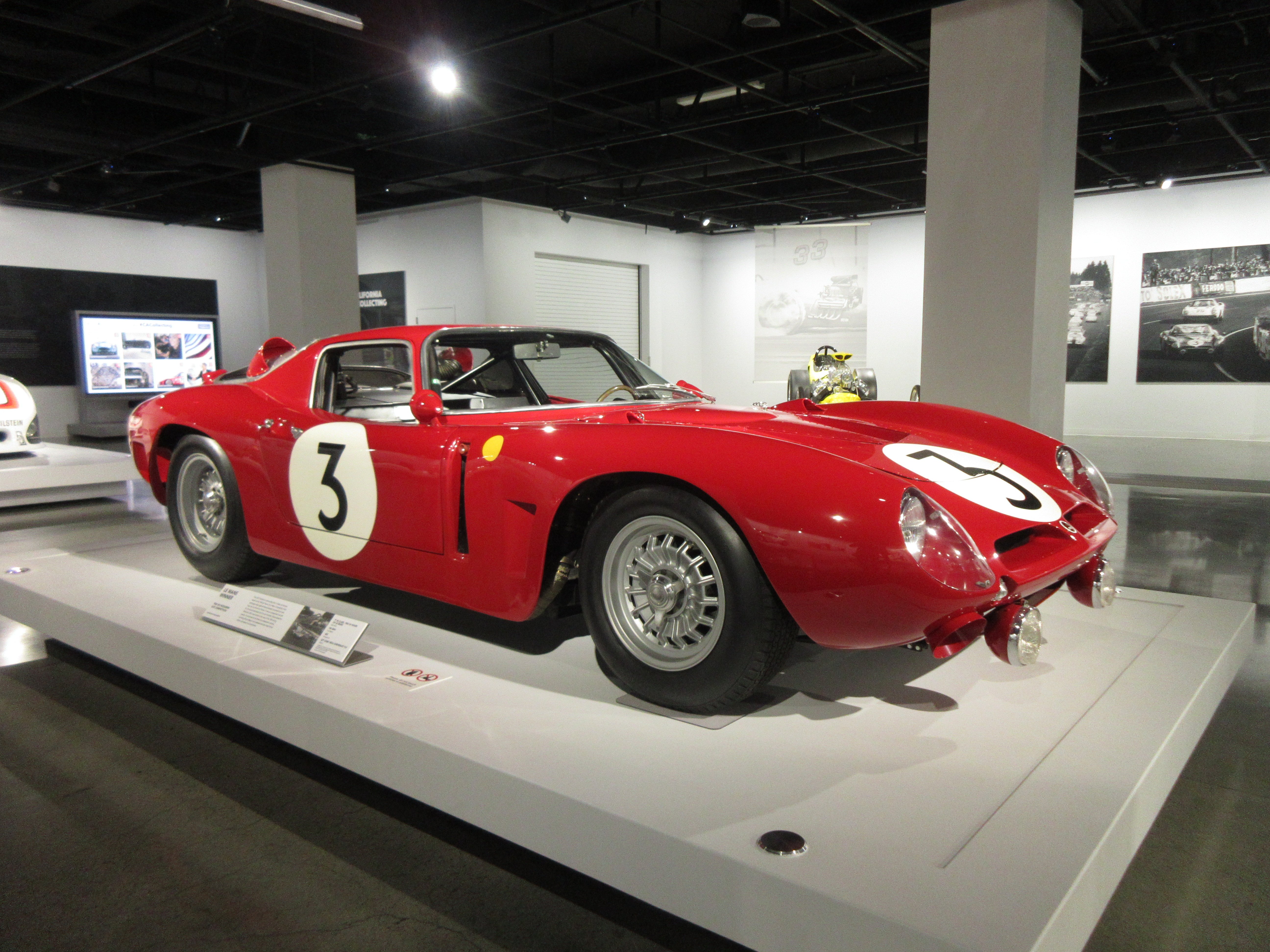
Das Einsatzauto beim 24-Stunden-Rennen von LeMans 1965: Iso Grifo A3/C mit der Fahrgestellnummer B-0222 (später: IA3-0222)

Im Juni 1965 brachte das Team Iso Prototipi Bizzarrini den als Iso Grifo A3/C gemeldeten Wagen mit der Fahrgestellnummer B-0222 beim 24-Stunden-Rennen von Le Mans an den Start. Das Auto war das Unikat mit der Kunststoffkarosserie von Catarsi. Giotto Bizzarrini hatte den Wagen selbst von Livorno nach Le Mans gefahren, weil dem Team das Geld für einen Renntransporter fehlte. Der A3/C wurde in die Klasse der Prototypen mit mehr als 5,0 Liter Hubraum eingruppiert. Fahrer waren die Franzosen Régis Fraissinet und Jean de Mortemart. Aufgrund der Trainingszeiten ging der Grifo von Startplatz 24 aus ins Rennen. Insgesamt legte der Wagen 303 Runden zurück und wurde als Sieger in seiner Klasse sowie als Gesamtneunter gewertet.

### Kundeneinsätze
Den ersten erfolgreichen Einsatz mit einem Kundenteam hatte der Iso Grifo A3/C beim 24-Stunden-Rennen von Le Mans 1964: Hier ging das französische Team von Auguste Veuillet mit dem frühen Corsa-Modell B-0207 und den Fahrern Pierre Noblet und Edgar Berney an den Start. Noblet und Berney beendeten das Rennen als Vierzehnte im Gesamtklassement und erzielten in der Klasse der Prototypen mit mehr als 5001 cm³ den Klassensieg.
Abgesehen davon setzten mehrere Kundenteams verschiedene A3/C-Chassis bis 1965 bei Sportwagen- und bei Bergrennen ein.

## Bekannte Eigentümer
Eine Reihe bekannter Persönlichkeiten waren zeitweise Eigner eines Iso Grifo A3/C. Zu ihnen gehören der Journalist und Rennfahrer Paul Frère (Chassis B-0213), die Rennfahrer Ed Hugus (B-0202) und George Abecassis (B-0206) sowie der französische Sänger Johnny Hallyday (B-0209).

## Rezeption
Die Alltagstauglichkeit des Grifo A3/C wurde vielfach gelobt. Der britische Motorjournalist John Bolster notierte 1965, dass er den Pariser Stadtverkehr mit einem Grifo A3/C problemlos gemeistert habe. Andererseits wurden gelegentlich praktische Detailmängel kritisiert: 
Wenn Sie Beine haben, die lang genug sind, um die Pedale zu erreichen, werden sie wahrscheinlich Schuhe haben, die zu breit sind, um die Pedale einzeln zu bedienen.

## Marktstellung im 21. Jahrhundert
Der Iso Grifo A3/C gehört im 21. Jahrhundert zu den teuersten Autos der Welt. Je nach Zustand und Vorbesitz werden die Autos zu siebenstelligen Euro-Beträgen gehandelt.
Das Fahrzeug aus Hallydays Erstbesitz (Chassisnummer B-0209) wurde 2018 – ein Jahr nach seinem Tod – mit großem Werbeaufwand bei einer Klassikerauktion zu einem Schätzwert von 2.500.000 bis 3.000.000 Euro zum Verkauf angeboten, fand aber keinen Käufer. 2021 wurde der Wagen für 1.805.000 Euro versteigert.